# 구조도

구조도의 예.

구조도(structure chart)는 소프트웨어 설계를 계층적으로 모델링 한 것을 말한다. 설계의 각 수준, 다른 수준과의 관계, 전체 설계구조에서의 위치 등을 보여주는 하향식 차트다. 먼저 프로그램이나 시스템의 주요 기능을 고려하고 다음으로 이 기능을 하위 기능으로, 각 하위 기능들은 가장 하위 수준의 기능에 도달할 때까지 계속 분해된다. 너무 수준이 많아 하나의 구조도로 표현하기 어려우면 몇 개의 하위 구조도로 분해할 수도 있다. 구조도는 하나의 프로그램, 하나의 시스템, 하나의 프로그램 일부를 문서화한다.

## 같이 보기
- 컴퓨터 지원 소프트웨어 공학
- 업무 분업 구조